# Mary Rose Museum

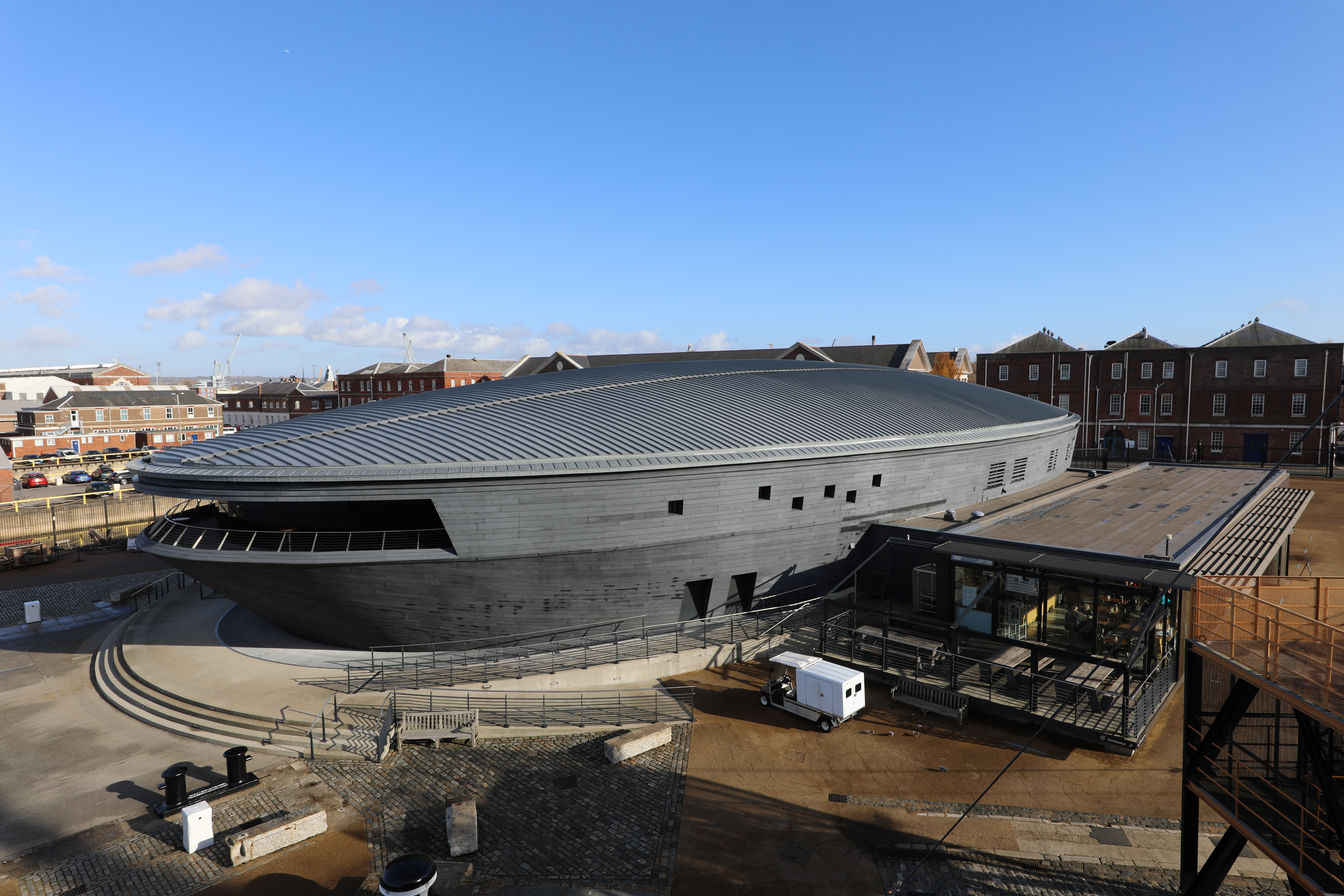

Het Mary Rose Museum is een museum in het Engelse Portsmouth. Het museum werd geopend in 1984 en kreeg een nieuw gebouw in 2013. In het museum wordt de Mary Rose tentoongesteld, een 16de-eeuws schip uit de vloot van Hendrik VIII van Engeland dat in 1982 terug aan de oppervlakte kwam. In het museum worden ook artefacten uit het schip tentoongesteld.